# Clathria primitiva
Clathria primitiva är en svampdjursart som först beskrevs av Koltun 1955.  Clathria primitiva ingår i släktet Clathria och familjen Microcionidae.
Artens utbredningsområde är Berings hav. Inga underarter finns listade i Catalogue of Life.